# Европско првенство у атлетици у дворани 2017 — троскок за мушкарце
Такмичење у троскоку у мушкој конкуренцији на 34. Европском првенству у дворани 2017. у Београду одржано је 3. и 5. марта у Комбанк арени.
Титулу освојену у Прагу 2015.  одбранио је Нелсон Евора из Португалије.

## Земље учеснице
Учествовало је 18 такмичара из 13 земаља.
1. Аустрија (1)
2. Бугарска (3)
3. Италија (2)
4. Јерменија (1)
5. Летонија (1)
6. Немачка (1)
7. Пољска (1)
8. Португалија (1)
9. Словачка (1)
10. Украјина (1)
11. Финска (1)
12. Француска (3)
13. Шпанија (1 )

## Рекорди
| Рекорди пре почетка Европског првенства 2017.     | Рекорди пре почетка Европског првенства 2017. | Рекорди пре почетка Европског првенства 2017. | Рекорди пре почетка Европског првенства 2017. | Рекорди пре почетка Европског првенства 2017. | Рекорди пре почетка Европског првенства 2017. |
| ------------------------------------------------- | --------------------------------------------- | --------------------------------------------- | --------------------------------------------- | --------------------------------------------- | --------------------------------------------- |
| Светски рекорд                                    | Теди Тамго                                    | Француска                                     | 17,92                                         | Париз, Француска                              | 6. март 2011.                                 |
| Европски рекорд                                   | Теди Тамго                                    | Француска                                     | 17,92                                         | Париз, Француска                              | 6. март 2011.                                 |
| Рекорди европских првенстава                      | Теди Тамго                                    | Француска                                     | 17,92                                         | Париз, Француска                              | 6. март 2011.                                 |
| Најбољи светски резултат сезоне у дворани         | Жан-Марк Понтвијан                            | Француска                                     | 17,13                                         | Бордо, Француска                              | 19. фебруар 2017.                             |
| Најбољи европски резултат сезоне у дворани        | Жан-Марк Понтвијан                            | Француска                                     | 17,13                                         | Бордо, Француска                              | 19. фебруар 2017.                             |
| Рекорди после завршеног Европског првенства 2015. |                                               |                                               |                                               |                                               |                                               |
| Најбољи светски резултат сезоне у дворани         | Макс Хес                                      | Немачка                                       | 17,52                                         | Београд, Србија                               | 3.март 2017.                                  |
| Најбољи европски резултат сезоне у дворани        | Макс Хес                                      | Немачка                                       | 17,52                                         | Београд, Србија                               | 3.март 2017.                                  |

### Најбољи европски резултати у 2017. години
Десет најбољих европских такмичара у троскоку у дворани 2017. године пре почетка првенства (3. марта 2017), имали су следећи пласман на европској и светској ранг листи. (СРЛ)
| 1.  | Жан-Марк Понтвијан | Француска   | 17,13 | 18. фебруар | 2. СРЛ  |
| 2.  | Мелвин Рефен       | Француска   | 17,04 | 7. јануар   | 5. СРЛ  |
| 3.  | Аролд Кореа        | Француска   | 16,94 | 24. фебруар | 6. СРЛ  |
| 4.  | Елвијс Мисанс      | Летонија    | 16,77 | 24. фебруар | 11. СРЛ |
| 5.  | Симо Липсанен      | Финска      | 16,76 | 11. фебруар | 12. СРЛ |
| 6.  | Нелсон Евора       | Португалија | 16,75 | 24. фебруар | 13. СРЛ |
| 7.  | Кевин Лирон        | Француска   | 16,72 | 19. фебруар | 15. СРЛ |
| 8.  | Макс Хес           | Немачка     | 16,71 | 19. фебруар | 17. СРЛ |
| 9.  | Пабло Торихос      | Шпанија     | 16,70 | 19, фебруар | 18. СРЛ |
| 10. | Бенжамен Компаоре  | Француска   | 16,62 | 19. фебруар | 22. СРЛ |

Такмичари чија су имена подебљана учествовали су на ЕП.

## Сатница
| Датум         | Време | Ниво          |
| ------------- | ----- | ------------- |
| 3. март 2017  | 18,20 | Квалификације |
| 5. март 2017. | 16,04 | Финале        |

## Квалификациона норма
| дворана |
| ------- |
| 16,40 м |

## Освајачи медаља
|                            |                           |                    |
| Нелсон Евора · Португалија | Фабрицио Донато · Италија | Макс Хес · Немачка |

## Резултати

### Квалификације
Квалификациона норма за пласман 8 такмичара у финале износила је 16,60 метара (КВ). Норму је испунило 9 такмичара (КВ).,
| Место | Такмичар           | Земља       | ЛР    | ЛРС   | 1. скок | 2. скок | 3. скок | Резултат | Белешка          |
| ----- | ------------------ | ----------- | ----- | ----- | ------- | ------- | ------- | -------- | ---------------- |
| 1.    | Макс Хес           | Немачка     | 17,14 | 16,71 | 17,52   |         |         | 17,52    | КВ, СРС, ЕРС, ЛР |
| 2.    | Мелвин Рефен       | Француска   | 17,04 | 17,04 | 17,20   |         |         | 17,20    | КВ, ЛР           |
| 3.    | Жан-Марк Понтвијан | Француска   | 17,13 | 17,13 | 16,93   |         |         | 16,93    | КВ               |
| 4.    | Елвијс Мисанс      | Летонија    | 16,77 | 16,77 | 16,81   |         |         | 16,81    | КВ, ЛР           |
| 5.    | Нелсон Евора       | Португалија | 17,33 | 16,75 | 16,47   | 16,79   |         | 16,79    | КВ, ЛРС          |
| 6.    | Пабло Торихос      | Шпанија     | 17,04 | 16,70 | 16,77   |         |         | 16,77    | КВ, ЛРС          |
| 7.    | Георги Цонов       | Бугарска    | 16,75 |       | х       | 15,97   | 16,73   | 16,73    | КВ, ЛРС          |
| 8.    | Фабрицио Донато    | Италија     | 17,73 |       | 16,24   | 16,24   | 16,70   | 16,70    | КВ, ЛРС          |
| 9.    | Симо Липсанен      | Финска      | 16,76 | 16,76 | 16,69   |         |         | 16,69    | КВ               |
| 10.   | Кевин Лурон        | Француска   | 16,72 | 16,72 | х       | 16,51   | х       | 16,51    |                  |
| 11.   | Данијел Кавацани   | Италија     | 16,49 | 16,49 | 16,05   | х       | 16,38   | 16,38    |                  |
| 12.   | Румен Димитров     | Бугарска    | 16,59 | 16,34 | 16,36   | 16,21   | 16,31   | 16,36    | ЛРС              |
| 13.   | Томаш Весзелка     | Словачка    | 16,40 | 16,40 | 15,74   | 15,99   | 16,34   | 16,34    |                  |
| 14.   | Јулијан Келерер    | Аустрија    | 16,30 | 16,30 | 16,14   | х       | 16,33   | 16,33    | ЛР               |
| 15.   | Адријан Свидерски  | Пољска      | 16,75 | 16,53 | х       | 16,01   | х       | 16,01    |                  |
| 16.   | Павло Безнис       | Украјина    | 16,08 | 16,04 | х       | 15,72   | 15,99   | 15,99    |                  |
| 17.   | Златозар Атанасов  | Бугарска    | 16,70 | 16,28 | 15,96   | 15,96   | 14,96   | 15,96    |                  |
| 18.   | Левон Агхасиан     | Јерменија   | 16,59 | 16,59 | х       | х       | х       | БП       |                  |

Подебљани лични рекорди су и национални рекорди земље коју такмичарка представља

### Финале
Такмичење је одржано 5. марта 2017. године у 16:04.
,
| Место | Атлетичар          | Земља       | 1. скок | 2. скок | 3. скок | 4. скок | 5. скок | 6. скок | Резултат | Белешка |
| ----- | ------------------ | ----------- | ------- | ------- | ------- | ------- | ------- | ------- | -------- | ------- |
|       | Нелсон Евора       | Португалија | х       | 16,92   | 17,20   | х       | 16,98   | х       | 17,20    | ЛРС     |
|       | Фабрицио Донато    | Италија     | 15,74   | 17,13   | −       | −       | −       | 16,43   | 17,13    |         |
|       | Макс Хес           | Немачка     | х       | х       | 17,12   | х       | х       | 16,57   | 17,12    |         |
| 4.    | Елвијс Мисанс      | Летонија    | 17,02   | 15,60   | х       | х       | 16,98   | 15,79   | 17,02    | ЛР      |
| 5.    | Мелвин Рефен       | Француска   | 16,13   | 16,92   | 16,64   | 15,23   | 16,06   | 16,92   | 16,92    |         |
| 6.    | Жан-Марк Понтвијан | Француска   | 16,83   | х       | 16,90   | 15,45   | х       | 16,48   | 16,90    |         |
| 7.    | Симо Липсанен      | Финска      | 16,61   | 16,74   | 16,84   | х       | 16,79   | 16,72   | 16,84    | НР, ЛР  |
| 8.    | Георги Цонов       | Бугарска    | 16,57   | х       | 16,78   | −       | х       | −       | 16,78    | ЛР      |
| 9.    | Пабло Торихос      | Шпанија     | 16,32   | 16,73   | 16,64   |         |         |         | 16,73    |         |